# Potok Bielański
Potok Bielański – okresowy i w przeważającym stopniu skanalizowany ciek w dzielnicy Bielany w Warszawie.

## Opis
Potok miał swoje źródła w okolicy dzisiejszego Wawrzyszewa. Następnie wąwozem spływał w kierunku Wisły, gdzie miał swoje ujście w pobliżu Polkowej Góry i ujścia rzeki Rudawki. W wyniku przeprowadzonych melioracji, źródliska na Wawrzyszewie zostały osuszone i współcześnie zaczyna się on przy ul. Conrada. W miejscu dawnych źródlisk Potoku Bielańskiego znajdują się Stawy Brustmana, współcześnie zasilane również wodami wodociągowymi. Z dawnego koryta cieku pozostał tylko dolny fragment na terenie lasu Lindego oraz lasu Bielańskiego. Na terenie lasu Bielańskiego potok nie jest już widoczny, gdyż u wylotu doliny rozcinającej krawędź wysoczyzny został skanalizowany i ujęty kolektorem.
W rejonie dawnego klasztoru kamedułów i Góry Polkowej w obrębie doliny potoku znajdowało się kilka stawów oraz młyny.
Do lat 80. XX wieku potok prowadził wodę przez cały rok. Z powodu przeprowadzonych w XX wieku prac melioracyjnych i obniżenia zwierciadła wód na Tarasie Bielańskim stał się ciekiem okresowym. Prowadzi wodę podczas wiosennych roztopów i po większych deszczach.
Potok jest najważniejszym ciekiem powierzchniowym Bielan.